# Ivan Perišić
Ivan Perišić (Split, 1989. február 2. –) világbajnoki ezüst- és bronzérmes horvát válogatott labdarúgó, a holland PSV Eindhoven csapatában szerepel. Posztját tekintve támadó középpályás, de szélsőként is szokott szerepelni.

## Pályafutása

### Klubcsapatokban
Pályafutását szülővárosa csapatában a Hajduk Split utánpótláscsapataiban kezdte. 2006-ban Franciaországba a Sochauxhoz igazolt. 2007 és 2009 között volt a Sochaux játékosa, de egyetlen mérkőzést sem játszott. 2009-ben a belga Roeselare csapatánál volt kölcsönben.
2009. augusztus 26-án a szintén belga Club Brugge együtteséhez írt alá 3 évre 250000 € értékében. A Jupiler League 2010–2011-es idényében gólkirályi címet szerzett 22 találattal és az év játékosává választották Belgiumban.
2011. május 23-án 5 évre a német Borussia Dortmund szerződtette 5 millió €-ért. Bemutatkozómérkőzésére augusztus 5-én a Hamburg ellen aratott 3–1-es hazai győzelem alkalmával került sor. Szeptember 13-án a bajnokok ligájában az Arsenal ellen volt eredményes. Első bajnoki gólját a Werder Bremennek lőtte október 14-én. A 2–0-ra megnyert mérkőzésen ő szerezte az első gólt és a mérkőzés végén kiállították.
2012. április 21-én az ő góljával szereztek vezetést a Borussia Mönchengladbach ellen, amivel megnyílt az út a Dortmund nyolcadik bajnoki címe előtt.

### Válogatottban
Utánpótlásszinten szerepelt a horvát U17-es, U19-es és U21-es válogatottbanis. A felnőtt nemzeti csapatban 2011. március 29-én debütálhatott egy Franciaország elleni barátságos mérkőzésen, ami 0–0-val ért véget.
Az Európa-bajnoki keretszűkítést követően a szövetségi kapitány Slaven Bilić nevezte őt a 2012-es Eb-re készülő 23 fős keretébe. 2024. május 20-án bekerült Zlatko Dalić szövetségi kapitány a 2024-es labdarúgó-Európa-bajnokságra készülő 26 fős keretébe.

## Sikerei, díjai
Borussia Dortmund
- Bundesliga győztes: 2011–12
- DFB-Pokal győztes: 2011–12

 VfL Wolfsburg
- DFB-Pokal győztes: 2015
- Német szuperkupagyőztes: 2015

 Bayern München
- Bundesliga győztes: 2019–20
- DFB-Pokal győztes: 2020
- Bajnokok ligája győztes: 2019–20

 Internazionale
- Olasz bajnok: 2021
- Olasz szuperkupagyőztes: 2021
- Olasz kupagyőztes: 2022

## Statisztikái

### Klubcsapatokban
Legutóbb frissítve: 2022. május 22-én lett.
| Klub                        | Szezon           | Liga             | Liga     | Liga  | Nemzeti kupa | Nemzeti kupa | Nemzetközi kupa | Nemzetközi kupa | Egyéb    | Egyéb | Összesen | Összesen |
| Klub                        | Szezon           | Bajnokság        | Mérkőzés | Gólok | Mérkőzés     | Gólok        | Mérkőzés        | Gólok           | Mérkőzés | Gólok | Mérkőzés | Gólok    |
| --------------------------- | ---------------- | ---------------- | -------- | ----- | ------------ | ------------ | --------------- | --------------- | -------- | ----- | -------- | -------- |
| Roeselare (kölcsönben)      | 2008–09          | Belga Pro League | 18       | 5     | 2            | 3            | –               | –               | 0        | 0     | 20       | 8        |
| Club Brugge                 | 2009–10          | Belga Pro League | 33       | 9     | 2            | 0            | 8               | 4               | –        | –     | 43       | 13       |
| Club Brugge                 | 2010–11          | Belga Pro League | 37       | 22    | 1            | 0            | 8               | 0               | –        | –     | 46       | 22       |
| Club Brugge                 | Összesen         | Összesen         | 70       | 31    | 3            | 0            | 16              | 4               | –        | –     | 89       | 35       |
| Borussia Dortmund           | 2011–12          | Bundesliga       | 28       | 7     | 6            | 1            | 6               | 1               | 1        | 0     | 41       | 9        |
| Borussia Dortmund           | 2012–13          | Bundesliga       | 14       | 2     | 3            | 1            | 5               | 0               | 1        | 0     | 23       | 3        |
| Borussia Dortmund           | Összesen         | Összesen         | 42       | 9     | 9            | 2            | 11              | 1               | 2        | 0     | 64       | 12       |
| VfL Wolfsburg               | 2012–13          | Bundesliga       | 11       | 2     | 0            | 0            | –               | –               | –        | –     | 11       | 2        |
| VfL Wolfsburg               | 2013–14          | Bundesliga       | 33       | 10    | 5            | 1            | –               | –               | –        | –     | 38       | 11       |
| VfL Wolfsburg               | 2014–15          | Bundesliga       | 24       | 5     | 2            | 1            | 9               | 1               | –        | –     | 35       | 7        |
| VfL Wolfsburg               | 2015–16          | Bundesliga       | 2        | 1     | 1            | 0            | –               | –               | 1        | 0     | 4        | 1        |
| VfL Wolfsburg               | Összesen         | Összesen         | 70       | 18    | 8            | 2            | 9               | 1               | 1        | 0     | 88       | 21       |
| Internazionale Milano       | 2015–16          | Serie A          | 34       | 7     | 3            | 2            | –               | –               | –        | –     | 37       | 9        |
| Internazionale Milano       | 2016–17          | Serie A          | 36       | 11    | 1            | 0            | 5               | 0               | –        | –     | 42       | 11       |
| Internazionale Milano       | 2017–18          | Serie A          | 37       | 11    | 2            | 0            | –               | –               | –        | –     | 39       | 11       |
| Internazionale Milano       | 2018–19          | Serie A          | 34       | 8     | 1            | 0            | 10              | 1               | –        | –     | 45       | 9        |
| Internazionale Milano       | 2020–21          | Serie A          | 32       | 4     | 4            | 0            | 6               | 1               | —        | —     | 42       | 5        |
| Internazionale Milano       | 2021–22          | Serie A          | 35       | 8     | 5            | 2            | 8               | 0               | 1        | 0     | 49       | 10       |
| Internazionale Milano       | Összesen         | Összesen         | 208      | 49    | 16           | 4            | 29              | 2               | 1        | 0     | 254      | 55       |
| Bayern München (kölcsönben) | 2019–20          | Bundesliga       | 22       | 4     | 3            | 1            | 10              | 3               | –        | –     | 35       | 8        |
| Tottenham Hotspur           | 2022–23          | Premier League   | 0        | 0     | 0            | 0            | 0               | 0               | –        | –     | 0        | 0        |
| Karrier összesen            | Karrier összesen | Karrier összesen | 430      | 116   | 40           | 12           | 75              | 11              | 4        | 0     | 549      | 139      |

1. 1 2 3 4  Pályára lépései az Európa-ligában
2. 1 2 3 4 5  Pályára lépései a Bajnokok ligájában
3. 1 2 3  Pályára lépései a Német szuperkupán
4. ↑  Hat pályára lépése a Bajnokok ligájában, négy pályára lépése és egy gólja az Európa-ligában
5. ↑  Pályára lépése az Olasz szuperkupán

### A válogatottban
Legutóbb frissítve: 2022. december 17-én lett.
| Nemzeti csapat | Évek     | Pályára lépései | Gólok |
| -------------- | -------- | --------------- | ----- |
| Horvátország   | 2011     | 7               | 0     |
| Horvátország   | 2012     | 11              | 1     |
| Horvátország   | 2013     | 8               | 0     |
| Horvátország   | 2014     | 9               | 7     |
| Horvátország   | 2015     | 8               | 3     |
| Horvátország   | 2016     | 12              | 5     |
| Horvátország   | 2017     | 8               | 1     |
| Horvátország   | 2018     | 15              | 5     |
| Horvátország   | 2019     | 10              | 4     |
| Horvátország   | 2020     | 8               | 0     |
| Horvátország   | 2021     | 15              | 6     |
| Horvátország   | 2022     | 12              | 1     |
| Összesen       | Összesen | 123             | 33    |

### Góljai a válogatottban
| #  | Dátum                | Helyszín                                              | Válogatottság száma | Ellenfél      | Gól | Végeredmény | Verseny                            |
| -- | -------------------- | ----------------------------------------------------- | ------------------- | ------------- | --- | ----------- | ---------------------------------- |
| 1  | 2012. szeptember 11. | Baldvin király Stadion, Brüsszel, Belgium             | 11                  | Belgium       | 1–0 | 1–1         | 2014-es világbajnokság-selejtező   |
| 2  | 2014. május 31.      | Stadion Gradski vrt, Eszék, Horvátország              | 28                  | Mali          | 1–0 | 2–1         | Barátságos mérkőzés                |
| 3  | 2014. május 31.      | Stadion Gradski vrt, Eszék, Horvátország              | 28                  | Mali          | 2–0 | 2–1         | Barátságos mérkőzés                |
| 4  | 2014. június 18.     | Arena Amazônia, Manaus, Brazília                      | 31                  | Kamerun       | 2–0 | 4–0         | 2014-es világbajnokság             |
| 5  | 2014. június 23.     | Arena Pernambuco, Recife, Brazília                    | 32                  | Mexikó        | 1–3 | 1–3         | 2014-es világbajnokság             |
| 6  | 2014. október 13.    | Stadion Gradski vrt, Eszék, Horvátország              | 34                  | Azerbajdzsán  | 2–0 | 6–0         | 2016-os Európa-bajnokság-selejtező |
| 7  | 2014. október 13.    | Stadion Gradski vrt, Eszék, Horvátország              | 34                  | Azerbajdzsán  | 3–0 | 6–0         | 2016-os Európa-bajnokság-selejtező |
| 8  | 2014. november 16.   | San Siro, Milanó, Olaszország                         | 35                  | Olaszország   | 1–1 | 1–1         | 2016-os Európa-bajnokság-selejtező |
| 9  | 2015. március 28.    | Maksimir Stadion, Zágráb, Horvátország                | 36                  | Norvégia      | 2–0 | 5–1         | 2016-os Európa-bajnokság-selejtező |
| 10 | 2015. október 10.    | Maksimir Stadion, Zágráb, Horvátország                | 41                  | Bulgária      | 1–0 | 3–0         | 2016-os Európa-bajnokság-selejtező |
| 11 | 2015. október 13.    | Nemzeti Stadion, Ta' Qali, Málta                      | 42                  | Málta         | 1–0 | 1–0         | 2016-os Európa-bajnokság-selejtező |
| 12 | 2016. március 23.    | Stadion Gradski vrt, Eszék, Horvátország              | 44                  | Izrael        | 1–0 | 2–0         | Barátságos mérkőzés                |
| 13 | 2016. június 4.      | Rujevica Stadion, Fiume, Horvátország                 | 47                  | San Marino    | 6–0 | 10–0        | Barátságos mérkőzés                |
| 14 | 2016. június 17.     | Stade Geoffroy-Guichard, Saint-Étienne, Franciaország | 49                  | Csehország    | 1–0 | 2–2         | 2016-os Európa-bajnokság           |
| 15 | 2016. június 21.     | Stade Bordeaux-Atlantique, Bordeaux, Franciaország    | 50                  | Spanyolország | 2–1 | 2–1         | 2016-os Európa-bajnokság           |
| 16 | 2016. október 6.     | Loro Boriçi Stadion, Shkodra, Albánia                 | 53                  | Koszovó       | 5–0 | 6–0         | 2018-as világbajnokság-selejtező   |
| 17 | 2017. november 9.    | Maksimir Stadion, Zágráb, Horvátország                | 62                  | Görögország   | 3–1 | 4–1         | 2018-as világbajnokság-selejtező   |
| 18 | 2018. június 8.      | Stadion Gradski vrt, Eszék, Horvátország              | 66                  | Szenegál      | 1–1 | 2–1         | Barátságos mérkőzés                |
| 19 | 2018. június 26.     | Rosztov Aréna, Rosztov-na-Donu, Oroszország           | 69                  | Izland        | 2–1 | 2–1         | 2018-as világbajnokság             |
| 20 | 2018. július 11.     | Luzsnyiki Stadion, Moszkva, Oroszország               | 72                  | Anglia        | 1–1 | 2–1         | 2018-as világbajnokság             |
| 21 | 2018. július 15.     | Luzsnyiki Stadion, Moszkva, Oroszország               | 73                  | Franciaország | 1–1 | 1–4         | 2018-as világbajnokság-döntő       |
| 22 | 2018. szeptember 6.  | Algarve Stadion, Faro/Loulé, Portugália               | 74                  | Portugália    | 1–0 | 1–1         | Barátságos mérkőzés                |
| 23 | 2019. június 8.      | Stadion Gradski vrt, Osijek, Horvátország             | 81                  | Wales         | 2–0 | 2–1         | 2020-as Európa-bajnokság-selejtező |
| 24 | 2019. szeptember 6.  | Anton Malatinský Stadion, Nagyszombat, Szlovákia      | 83                  | Szlovákia     | 2–0 | 4–0         | 2020-as Európa-bajnokság-selejtező |
| 25 | 2019. november 16.   | Rujevica Stadion, Fiume, Horvátország                 | 87                  | Szlovákia     | 3–1 | 3–1         | 2020-as Európa-bajnokság-selejtező |
| 26 | 2019. november 19.   | Stadion Aldo Drosina, Pula, Horvátország              | 88                  | Grúzia        | 3–1 | 3–1         | Barátságos                         |
| 27 | 2021. március 30.    | Rujevica Stadion, Fiume, Horvátország                 | 99                  | Málta         | 1–0 | 3–0         | 2022-es világbajnokság-selejtező   |
| 28 | 2021. június 1.      | Radnik Stadion, Nagygorica, Horvátország              | 100                 | Örményország  | 1–0 | 1–1         | Barátságos mérkőzés                |
| 29 | 2021. június 18.     | Hampden Park, Glasgow, Skócia                         | 103                 | Csehország    | 1–1 | 1–1         | 2020-as Európa-bajnokság           |
| 30 | 2021. június 22.     | Hampden Park, Glasgow, Skócia                         | 104                 | Skócia        | 3–1 | 3–1         | 2020-as Európa-bajnokság           |
| 31 | 2021. október 8.     | AEK Arena – Georgios Karapatakis, Larnaca, Ciprus     | 108                 | Ciprus        | 1–0 | 3–0         | 2022-es világbajnokság-selejtező   |
| 32 | 2021. november 11.   | Nemzeti Stadion, Ta' Qali, Málta                      | 110                 | Málta         | 1–0 | 7–1         | 2022-es világbajnokság-selejtező   |